# Раила Одинга
Раила Одинга (на английски: Raila Amolo Odinga) е кенийски политик и министър-председател от 17 април 2008 година.
Негов баща е първият вицепрезидент на Кения Огинги Одинги. През 1965 завършва Техническия университет в Магдебург. От 1992 година е народен представител, министър на енергетиката (2001 – 2002) и министър на транспорта и публичните работи (2003 – 2005).
На президентските избори през 2007 година той е кандидат на основната опозиционна партия Оранжево демократическо движение, но губи с минимална разлика от действащия президент на Кения Мваи Кибаки. Одинга обжалва резултата от изборите. Стига се до политическа чистка като са убити повече от 2500 души. Конфликта е разрешен благодарение на посредничеството на председателя на Африканския съюз президента на Танзания Джакая Мришо Киквете и бившия генерален секретар на ООН Кофи Анан. Раила Одинга е назначен на новосформирания пост министър-председател на Кения.